# 番号付きインディアン条約
番号付きインディアン条約（ばんごうつきインディアンじょうやく、英語：Numbered Treaties）は、1871年から1921年にかけて、北アメリカ大陸の先住民族のうちファースト・ネーションと、カナダの君主（イギリスのヴィクトリア女王、エドワード7世、もしくはジョージ5世）とのあいだで締結された11の条約である。成立年月日の順番に第1条約、第2条約というように名称が与えられた。これらの条約は、その後の先住民族とカナダ政府とのやり取りの法的基盤となった。
条約の対象地域は現在のマニトバ州、サスカチュワン州、オンタリオ州、アルバータ州、ブリティッシュコロンビア州およびノースウェスト準州であった。1871年から1877 年までに締結された第1–7条約では、プレーリー地方へのヨーロッパ人の入植を促進し、カナダ太平洋鉄道の発達に重要な役割を果たした。カナダ政府はこれら7つの条約で多額の資金を費やし、北部地域にはほとんど価値がないと考えたこともあり、その後の交渉を進めなかった。しかし1896年のクロンダイク・ゴールドラッシュにより状況は一変、カナダは条約交渉を再開し、1899年から1921年にかけて第8–11条約が締結された。
これらの条約によりカナダ政府は広大な土地を獲得し、それと引き換えに、先住民に対して条約地における特別な権利、現金支給、狩猟・漁労用具、農業用品の分配など、口頭と条約文書による様々な約束をした。しかしこれらの合意条件には議論の余地があり、現在も争点となっている。今日に至るまで、これらの条約は先住民のコミュニティーに法的、社会経済的な影響を与え続けている。

## 動機

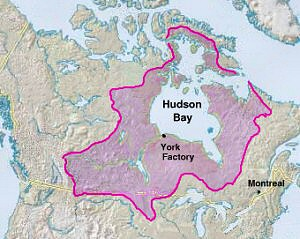
ルパート・ランド

### カナダ側
1867年、英領北アメリカ法によってカナダ自治領が誕生したが、この時点ですでに当時の政党のほとんどが、領土拡張を是とする考えを持っていた。
この当時、ハドソン湾周辺一帯（ルパート・ランド）はイングランドの勅許会社であるハドソン湾会社（HBC）の管理下にあった。南の隣国であるアメリカ合衆国は西部開拓時代に突入しており、ルパート・ランドの併合を公然と要求するグループもあった。カナダはルパート・ランドが手に入らなければ大陸の北東部に押し込められ、その後の発展が制限されるという危惧があった。事実、自治領の最初の議会において、多くの議員がルパート・ランドの併合を要望した。
また、現在のブリティッシュ・コロンビア州は1849年にバンクーバー島、1958年に本土側がイギリス植民地となっていたが、この地域が自治領に加盟するための条件の一つがカナダ太平洋鉄道の建設であった。これを実現するために、内陸部の先住民族との条約が必要となった。

### 先住民
この時期の先住民は、天然痘や結核などの病気、アメリカバイソンの減少による飢餓、紛争などにより苦しんでいた。条約締結による食糧その他の援助に加え、教育が受けられることを望む先住民もいた。
また、1870年までに、先住民族らはアメリカ軍の攻撃から逃れ難民化した他民族を受け入れ始めていた。このことは、外交の失敗が悲惨な結果に直結することを予見させるものであった。
先住民の観点からは、交渉によって永続的な法的権利と財産権を得られることが、過去の出来事から示されていた。先住民らは、土地の一部を共有する代わりに、条約締結によって自分たちの生活様式や先祖代々の土地との関係を次世代まで保証することができると考えたのである。

## 背景

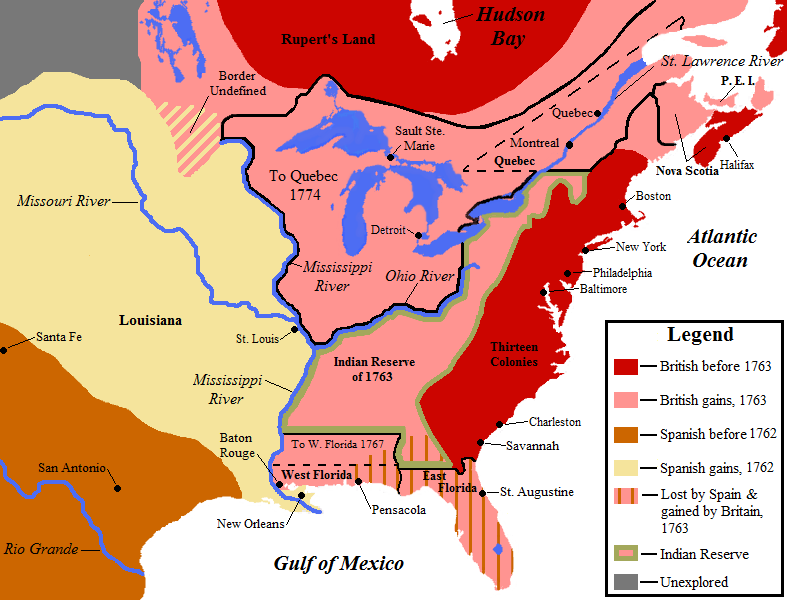
1763年、イギリスはフランスから広大な土地を得た（ピンク色の領域）

### 1763年の国王布告
イギリス国王による1763年の布告は、条約作成の基礎となった。フレンチ・インディアン戦争（1754–63）とそれに続くパリ条約によって、イギリスは北アメリカのフランス領を手に入れた。布告は、ノバスコシア州からジョージア州南部までのアパラチア山脈に沿って引いた線から西への入植を禁止し、インディアン保護区として定めた。また、ハドソン湾、アパラチア山脈、メキシコ湾、ミシシッピ川に囲まれた広大な地域における先住民の権利を認めたうえで、これらの土地の購入交渉権を有するのはイギリス王室のみであると謳い、そのための手続きを定めた。

### ナイアガラ条約
1764年、ナイアガラ条約が王室と当該地のファースト・ネーションの間で締結された。この条約によりナイアガラ川の西岸にある4マイルの狭い土地が移譲されたが、これは国王布告に基づいて行われる最初の土地移譲となった。これに抗議して、デトロイトのオタワ族、サンダスキーのワイアンドット族、オハイオのレナペ族とショーニー族は、この条約会議への出席を拒否した。米英戦争では、この条約に関わった先住民はイギリスと同盟を結び戦った。

### 米英戦争
1775年からの独立戦争を経て1783年に正式に独立国家となったアメリカは、北米大陸で先住民と戦争を繰り広げつつ勢力を拡大した。1812年、アメリカ北西部での入植に関して対立関係に陥ったイギリスとアメリカの間で米英戦争が勃発した。もともと先住民のものであった土地を米英が奪い合い、先住民が矢面に立つ代理戦争となった。戦争は原状に回復する格好で終結したが、以後もイギリス植民地はアメリカの領土拡大の脅威を意識することとなった。

### セルカークのレッドリバー・コロニー

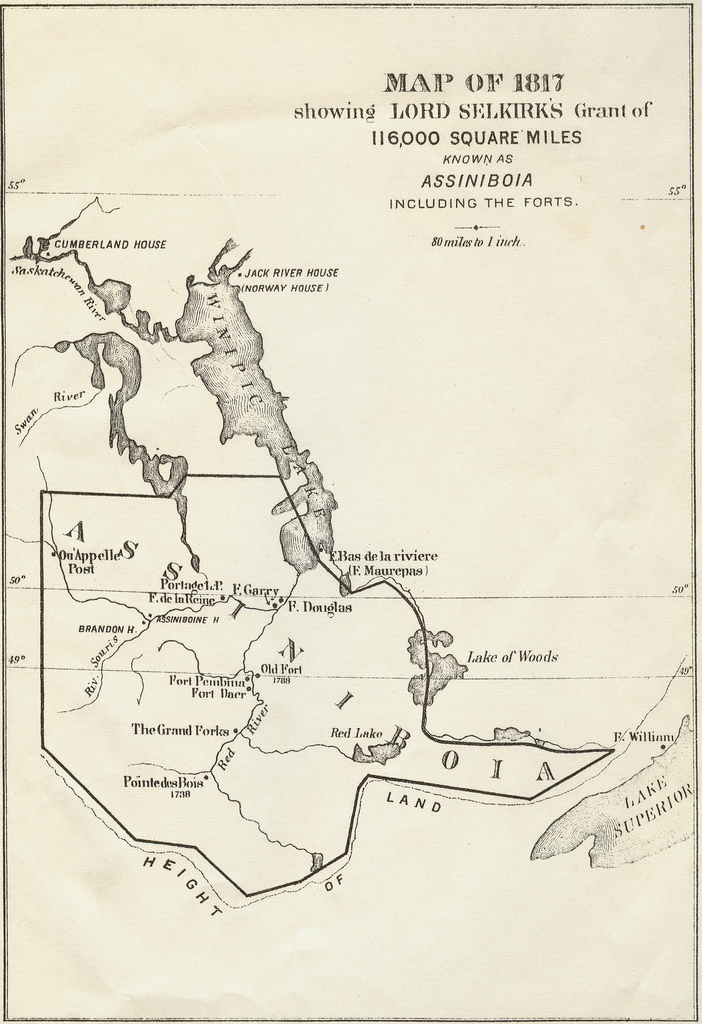
セルカーク伯爵による植民地（ASSINIBOIAと表記されている）

1811年、イングランドの勅許会社であるハドソン湾会社（HBC）は、スコットランド貴族セルカーク伯爵トーマス・ダグラスに対して土地を供与した。この当時、ハドソン湾周辺一帯（ルパート・ランド）はHBCが独占していたが、セルカーク伯爵はこの地域の南西部の土地利用権を手に入れたのである。伯爵はこの地をアシニボイア地区と名付け、農業植民地の建設のためスコットランドやアイルランドから貧しい人々を入植させた。しかし、ルパート・ランド地域の先住民によって、土地の権利争いが生じた。また、HBCは競合会社ノース・ウェスト・カンパニー（NWC）との競争に直面していた。セルカークの入植地（通称レッドリバー・コロニー）は、NWCの商人や地元のメティス族から抵抗を受けながら、これらの問題に巻き込まれた。1816年6月のセブン・オークスの戦いで緊張は頂点に達し、NWC側1人とHBC側21人が死亡する事態となった。

### ロビンソン条約
1850年、オジブワの首長と王室との間で2つのロビンソン条約が締結された。スペリオル湖の北岸に住むオジブワによるロビンソン・スペリオル条約と、ヒューロン湖の東岸と北岸に住むオジブワによるロビンソン・ヒューロン条約である。先住民族らは土地譲渡と引き換えに、狩猟と漁業の権利を認められ、年金と保留地を確保した。これらのロビンソン条約は、その後の番号付き条約のモデルとなった。

### 英領北アメリカ法
1867年、北アメリカにあったイギリス植民地のうち3つを合併して1つの自治領とすることを定めた法律、英領北アメリカ法がイギリスで制定された。これが自治領カナダの始まり（現在のカナダ建国）であり、4つの州（オンタリオ州、ケベック州、ニューブランズウィック州、ノバスコシア州）で構成された。
州政府は医療、教育、財産権の提供、先住民に関する法律の作成などの責任を保持した。自治領政府はイギリス王室に代わって権力中枢となり、19世紀のファースト・ネーションの土地譲渡を管理するようになった。
西部への領土拡張を目指すカナダはルパート・ランドの獲得に向けて交渉を開始し、1868年のルパート・ランド法、1870年のノースウェスト準州譲渡法により、イギリスからこれらの土地を譲り受けた。

### レッドリバーの反乱
1869年、メティスの指導者ルイ・リエルらが、レッドリバー・コロニーで臨時政府を設立した。カナダ政府がルパート・ランドを買い取り、英語圏の知事をおいて開発を始めたことに対し、これを阻止することが目的であった。これは、カナダ自治領政府が直面した最初の危機となった。1870年、カナダ議会はマニトバ法を可決し、レッドリバー・コロニーがマニトバ州として連邦に加盟することを認めた。この法律には、フランス語やカトリックの保護など、リエルの要求もいくつか盛り込まれていた。レッドリバー・コロニーは土地と文化の権利が保証された独立した州となり、少なくとも形式的には、このレッドリバーの反乱はその主要な目的を勝ち取った。

## 番号付き条約の共通点と相違点

### 共通点
- 先住民は土地をカナダに移譲し、その一方で、永続的に一定の面積の土地を保留地として得た。
- 先住民は永続的に、年金や農機具、家畜、食料などの物資、学校や医療などのサービスを受け取ることが保証された。
- 多くの条約が後に「アドヒージョン」と呼ばれる文書で修正された。これらは通常、協定の文言を明確にし、署名者を追加することを規定し、その他比較的小さな方法で条約の条件を調整するものであった。

### 相違点
- 第1条約と第2条約は、その後の条約に比べ条文が少ない。狩猟と漁業の権利を明記していない唯一の条約である。
- 保留地の面積に大きな違いがある。5人家族あたりの面積が160エーカーから640エーカーまで違いがあった。
- 年金額が異なるものがある。
- 医療・保健や、教育に関する規定が盛り込まれた条約がある。

## 番号付きインディアン条約の一覧
*はアドヒージョンを示す。
| 番号 | 締結日                                         | 対象となった先住民                              | 対象地域                                                                                            |
| ---- | ---------------------------------------------- | ----------------------------------------------- | --------------------------------------------------------------------------------------------------- |
| 1    | 1871年8月3日                                   | チッペワ・クリー スワンプクリー族               | マニトバ州南部                                                                                      |
| 2    | 1871年8月21日                                  | チッペワ・クリー                                | マニトバ州南部 サスカチュワン州南東部                                                               |
| 3    | 1873年10月3日                                  | オジブワ・ソルトー族                            | オンタリオ州南部 マニトバ州南東部                                                                   |
| 4    | 1874年9月15日                                  | クリー オジブワ・ソルトー族                     | サスカチュワン州南部 アルバータ州の一部 マニトバ州の一部                                            |
| 5    | 1875年9月20日 (1889年2月)*                     | スワンプクリー オジブワ・ソルトー族             | マニトバ州中央部（1875年） マニトバ州北部（1889年） サスカチュワン州の一部 オンタリオ州の一部       |
| 6    | 1876年8月28日 （1876年9月9日）* （1889年2月）* | クリー                                          | アルバータ州中央部 サスカチュワン州中央部                                                           |
| 7    | 1877年9月22日                                  | ブラックフット族                                | アルバータ州南部                                                                                    |
| 8    | 1899年7月8日 (1901年)*                         | クリー ビーバー族 チペワイアン族                | ブリティッシュ・コロンビア州北東部 アルバータ州北部 サスカチュワン州北西部 ノースウエスト準州南西部 |
| 9    | 1905年11月6日                                  | オジブワ・オジブウェイ族 クリー                 | オンタリオ州                                                                                        |
| 10   | 1906年11月7日                                  | チペワイアン族 クリー                           | サスカチュワン州北部                                                                                |
| 11   | 1921年6月27日 1921年8月22日*                   | スレイビー族 トリチョ族 グウィッチン族 サーツ族 | ノースウエスト準州とユーコン準州                                                                    |

## 論争と課題
この条約で最も議論を呼んでいるのは、土地の移譲に関する条項である。条約文には、先住民がすべての土地を女王陛下に「譲与し、放棄し、明け渡す」ことが記されている。しかし、目撃者の証言を詳細に分析した結果、土地の明け渡しが条約交渉の場で話し合われたことは一度もなかったという主張がある。また、ヨーロッパ人と先住民の世界観では領土や所有権の概念が異なるため、先住民の指導者はそもそも条約用語の意味や含意を理解していなかったという指摘もある。
先住民側でない条約締結者は、条約を先住民から土地の権利を剥奪し、入植者が資源を利用できるようにするための安価で便利な方法だと考えていた。現代においても、連邦政府と州政府は条約を法律論的に解釈する傾向があり、先住民が条約によって先祖伝来の権利を「譲与し、放棄し、明け渡した」と主張している。言い換えれば、条約は不動産取引であり、王室が先住民の土地を購入し、その見返りとして保護区と一時的または継続的な支払いを提供するものであると見なすものである。このような条約に対する狭い見方が、カナダ政府の視点と先住民の視点との間に大きな隔たりを生んでいる。先住民族の視点から見ると、条約は権利を放棄するものではなく、むしろ先住民族の権利を確認し、先住民族に自治能力があることを認めるものである。また、条約を平和、友情、相互支援に関する長期的な協定とみなしていた。このギャップを埋めることは、カナダの人々や法律家にとって大きな課題となっている。
連邦政府と先住民の間の条約関係は、裁判所によって修正を受けている。例えばシウイ事件（1990年）においてカナダ最高裁判所は、先住民との条約上の権利をめぐる裁判では、条約は先住民の視点から、条約の「精神と意図」に従って解釈されるべきものであるとした。この判決はカナダの法廷における先住民族の条約の解釈方法を変え、その後の司法判断に影響を与えた。